# 1964. évi nyári olimpiai játékok
Az 1964. évi nyári olimpiai játékokat, hivatalos nevén a XVIII. nyári olimpiai játékokat 1964. október 10. és 24. között rendezték meg Japán fővárosában, Tokióban.
A játékok rendezésére már másodszor pályázó japán fővárost 1959. május 26-án, Münchenben választotta ki a Nemzetközi Olimpiai Bizottság négy város közül. Ázsiában először rendeztek ötkarikás játékokat. A versenyek lebonyolítását biztosító létesítmények a legkorszerűbb módon épültek, és modern technikai eszközökkel voltak felszerelve. Egyedül a nézők voltak tartózkodóak.
A versenyeken kilencvenhárom nemzet ötezer-százötvenegy sportolója vett részt.

## Érdekességek
- Kína és Indonézia politikai okok miatt távol maradt.
- Szakai Josinori – az olimpiai láng meggyújtója – 1945. augusztus 6-án – az atombomba ledobásának napján született Hirosimában.
- A helsinki olimpia bajnoka, Pierre Jonqueres d’Oriola negyvenévesen ismét aranyérmet nyert a díjugratás egyéni számában. Ő szerezte a francia csapat egyetlen bajnoki címét.
- A harminchét éves Gyarmati Dezső ötödik olimpiáján vett részt és harmadik bajnoki címét szerezte.
- Az etióp Abebe Bikila, a római olimpián a maratoni futás győztese 1964-ben – ebben a számban a játékok történetében elsőként – meg tudta védeni bajnoki címét. Bikila mindkét bajnoki címét világrekord időeredménnyel nyerte.
- Az úszó Dawn Fraser, a diszkoszvető Alfred Oerter és az evezős Vjacseszlav Ivanov az 1960. évi római olimpia után másodszor is meg tudták védeni bajnoki címüket.
- Larisza Latinyina ezen az olimpián szerepelt utoljára a szovjet olimpiai csapatban és két arany, két ezüst és két bronzérmet szerzett. Tizennyolc érmével a 2012-es londoni olimpiáig ő volt a legtöbb olimpiai érmet szerzett sportoló. Michael Phelps a 2012-es olimpián szerezte meg 19. érmét.
- A férfi kardvívás egyéni számát – az 1908. évi londoni olimpia óta tizenegyedik alkalommal – ismét magyar vívó nyerte.
- A férfi úszóversenyek kiemelkedő egyénisége az egyesült államokbeli Don Schollander volt, aki négy aranyérmet nyert.
- Az olimpia idejére készült el a Sinkanszen (nagysebességű vasút) első vonala Tokió és Oszaka között.

## Részt vevő nemzetek
Vastagítással kiemelve az első alkalommal versenyző nemzetek.

- Afganisztán (AFG) (8 – 8 férfi)
- Algéria (ALG) (1 – 1 férfi)
- Argentína (ARG) (102 – 96 férfi, 6 nő)
- Ausztrália (AUS) (243 – 203 férfi, 40 nő)
- Ausztria (AUT) (56 – 45 férfi, 11 nő)
- Bahama-szigetek (BAH) (11 – 11 férfi)
- Belgium (BEL) (61 – 60 férfi, 1 nő)
- Bermuda (BER) (4 – 4 férfi)
- Bolívia (BOL) (1 – 1 férfi)
- Brazília (BRA) (61 – 60 férfi, 1 nő)
- Brit Guyana (GUY) (1 – 1 férfi)
- Bulgária (BUL) (63 – 56 férfi, 7 nő)
- Burma (BIR) (11 – 11 férfi)
- Ceylon (CEY) (6 – 6 férfi)
- Chile (CHI) (14 – 14 férfi)
- Costa Rica (CRC) (2 – 2 férfi)
- Csád (CHA) (2 – 2 férfi)
- Csehszlovákia (TCH) (104 – 95 férfi, 9 nő)
- Dánia (DEN) (60 – 53 férfi, 7 nő)
- Dél-Korea (KOR) (154 – 128 férfi, 26 nő)
- Dominikai Köztársaság (DOM) (1 – 1 férfi)
- Egyesült Államok (USA) (346 – 267 férfi, 79 nő)
- Egyesült Arab Köztársaság (RAU) (73)
- Egyesült Német Csapat (EUA) (337 – 275 férfi, 62 nő)
- Elefántcsontpart (CIV) (9 – 9 férfi)
- Etiópia (ETH) (12 – 12 férfi)
- Észak-Rodézia (NRH) (12 – 11 férfi, 1 nő)
- Finnország (FIN) (89 – 84 férfi, 5 nő)
- Franciaország (FRA) (138 – 118 férfi, 20 nő)
- Fülöp-szigetek (PHI) (47 – 40 férfi, 7 nő)
- Ghána (GHA) (33 – 30 férfi, 3 nő)
- Görögország (GRE) (18 – 18 férfi)
- Holland Antillák (AHO) (4 – 4 férfi)
- Hollandia (NED) (125 – 105 férfi, 20 nő)
- Hongkong (HKG) (39 – 38 férfi, 1 nő)
- India (IND) (53 – 52 férfi, 1 nő)
- Irak (IRQ) (13 – 13 férfi)
- Irán (IRI) (62 – 58 férfi, 4 nő)
- Írország (IRL) (25 – 24 férfi, 1 nő)
- Izland (ISL) (4 – 3 férfi, 1 nő)
- Izrael (ISR) (10 – 8 férfi, 2 nő)
- Jamaica (JAM) (21 – 17 férfi, 4 nő)
- Japán (JPN) (328 – 270 férfi, 58 nő)
- Jugoszlávia (YUG) (75 – 72 férfi, 3 nő)
- Kambodzsa (CAM) (13 – 13 férfi)
- Kamerun (CMR) (1 – 1 férfi)
- Kanada (CAN) (115 – 95 férfi, 20 nő)
- Kenya (KEN) (37 – 37 férfi)
- Kolumbia (COL) (20 – 20 férfi)
- Kongói Köztársaság (CGO) (2 – 2 férfi)
- Kuba (CUB) (27 – 25 férfi, 2 nő)
- Lengyelország (POL) (140 – 115 férfi, 25 nő)
- Libanon (LIB) (5 – 5 férfi)
- Libéria (LBR) (1 – 1 férfi)
- Liechtenstein (LIE) (2 – 2 férfi)
- Luxemburg (LUX) (12 – 10 férfi, 2 nő)
- Madagaszkár (MAD) (3 – 3 férfi)
- Magyarország (HUN) (182 – 150 férfi, 32 nő)
- Malajzia (MAS) (61 – 57 férfi, 4 nő)
- Mali (MLI) (2 – 2 férfi)
- Marokkó (MAR) (20 – 20 férfi)
- Mexikó (MEX) (94 – 90 férfi, 4 nő)
- Monaco (MON) (1 – 1 férfi)
- Mongólia (MGL) (21 – 17 férfi, 4 nő)
- Nagy-Britannia (GBR) (204 – 160 férfi, 44 nő)
- Nepál (NEP) (6 – 6 férfi)
- Niger (NIG) (1 – 1 férfi)
- Nigéria (NGR) (18 – 16 férfi, 2 nő)
- Norvégia (NOR) (26 – 24 férfi, 2 nő)
- Olaszország (ITA) (168 – 157 férfi, 11 nő)
- Pakisztán (PAK) (41 – 41 férfi)
- Panama (PAN) (10 – 6 férfi, 4 nő)
- Peru (PER) (31 – 30 férfi, 1 nő)
- Portugália (POR) (20 – 19 férfi, 1 nő)
- Puerto Rico (PUR) (32 – 30 férfi, 2 nő)
- Rodézia (RHO) (29 – 25 férfi, 4 nő)
- Románia (ROU) (138 – 108 férfi, 30 nő)
- Spanyolország (ESP) (51 – 48 férfi, 3 nő)
- Svájc (SUI) (66 – 65 férfi, 1 nő)
- Svédország (SWE) (94 – 76 férfi, 18 nő)
- Szenegál (SEN) (12 – 12 férfi)
- Szovjetunió (URS) (317 – 254 férfi, 63 nő)
- Tajvan (ROC) (40 – 37 férfi, 3 nő)
- Tanganyika (TAN) (4 – 4 férfi)
- Thaiföld (THA) (54 – 47 férfi, 7 nő)
- Trinidad és Tobago (TRI) (13 – 13 férfi)
- Törökország (TUR) (23 – 23 férfi)
- Tunézia (TUN) (9 – 9 férfi)
- Uganda (UGA) (13 – 11 férfi, 2 nő)
- Új-Zéland (NZL) (64 – 56 férfi, 8 nő)
- Uruguay (URU) (23 – 23 férfi)
- Venezuela (VEN) (16 – 15 férfi, 1 nő)
- Vietnám (VIE) (16 – 16 férfi)

 Líbia (LBA) (1) egy atlétája a nemzeti zászlaja alatt részt vett a megnyitóünnepségen, de később nem indult a versenyszámában.

## Olimpiai versenyszámok
| Versenyszámok az 1964. évi nyári olimpiai játékokon |        |        |        |        |        |          |
| Sportág, szakág                                     | Egyéni | Egyéni | Csapat | Csapat | Csapat |          |
| Sportág, szakág                                     | férfi  | női    | férfi  | női    | vegyes | összesen |
| Atlétika                                            | 22     | 11     | 2      | 1      | 0      | 36       |
| Birkózás                                            | 16     | 0      | 0      | 0      | 0      | 16       |
| Cselgáncs                                           | 4      | 0      | 0      | 0      | 0      | 4        |
| Evezés                                              | 1      | 0      | 6      | 0      | 0      | 7        |
| Gyeplabda                                           | 0      | 0      | 1      | 0      | 0      | 1        |
| Kajak-kenu                                          | 2      | 1      | 3      | 1      | 0      | 7        |
| Kerékpározás                                        | 4      | 0      | 3      | 0      | 0      | 7        |
| Kosárlabda                                          | 0      | 0      | 1      | 0      | 0      | 1        |
| Labdarúgás                                          | 0      | 0      | 1      | 0      | 0      | 1        |
| Lovaglás                                            | 3      | 0      | 3      | 0      | 0      | 6        |
| Műugrás                                             | 2      | 2      | 0      | 0      | 0      | 4        |
| Ökölvívás                                           | 10     | 0      | 0      | 0      | 0      | 10       |
| Öttusa                                              | 1      | 0      | 1      | 0      | 0      | 2        |
| Röplabda                                            | 0      | 0      | 1      | 1      | 0      | 2        |
| Sportlövészet                                       | 6      | 0      | 0      | 0      | 0      | 6        |
| Súlyemelés                                          | 7      | 0      | 0      | 0      | 0      | 7        |
| Torna                                               | 7      | 5      | 1      | 1      | 0      | 14       |
| Úszás                                               | 7      | 6      | 3      | 2      | 0      | 18       |
| Vitorlázás                                          | 1      | 0      | 4      | 0      | 0      | 5        |
| Vívás                                               | 3      | 1      | 3      | 1      | 0      | 8        |
| Vízilabda                                           | 0      | 0      | 1      | 0      | 0      | 1        |
|                                                     |        |        |        |        |        |          |
| Összesen                                            | 96     | 26     | 34     | 7      | 0      | 163      |

## Éremtáblázat
(A rendező ország csapata és a magyar csapat eltérő háttérszínnel, az egyes számoszlopok legmagasabb értéke vastagítással kiemelve.)
| Az 1964. évi nyári olimpiai játékok éremtáblázatának első tíz helyezettje | Az 1964. évi nyári olimpiai játékok éremtáblázatának első tíz helyezettje | Az 1964. évi nyári olimpiai játékok éremtáblázatának első tíz helyezettje | Az 1964. évi nyári olimpiai játékok éremtáblázatának első tíz helyezettje | Az 1964. évi nyári olimpiai játékok éremtáblázatának első tíz helyezettje | Olimpia  |
| ------------------------------------------------------------------------- | ------------------------------------------------------------------------- | ------------------------------------------------------------------------- | ------------------------------------------------------------------------- | ------------------------------------------------------------------------- | -------- |
|                                                                           | Ország                                                                    | Arany                                                                     | Ezüst                                                                     | Bronz                                                                     | Összesen |
| 1.                                                                        | Egyesült Államok (USA)                                                    | 36                                                                        | 26                                                                        | 28                                                                        | 90       |
| 2.                                                                        | Szovjetunió (URS)                                                         | 30                                                                        | 31                                                                        | 35                                                                        | 96       |
| 3.                                                                        | Japán (JPN)                                                               | 16                                                                        | 5                                                                         | 8                                                                         | 29       |
| 4.                                                                        | Egyesült Német Csapat (EUA)                                               | 10                                                                        | 22                                                                        | 18                                                                        | 50       |
| 5.                                                                        | Olaszország (ITA)                                                         | 10                                                                        | 10                                                                        | 7                                                                         | 27       |
| 6.                                                                        | Magyarország (HUN)                                                        | 10                                                                        | 7                                                                         | 5                                                                         | 22       |
| 7.                                                                        | Lengyelország (POL)                                                       | 7                                                                         | 6                                                                         | 10                                                                        | 23       |
| 8.                                                                        | Ausztrália (AUS)                                                          | 6                                                                         | 2                                                                         | 10                                                                        | 18       |
| 9.                                                                        | Csehszlovákia (TCH)                                                       | 5                                                                         | 6                                                                         | 3                                                                         | 14       |
| 10.                                                                       | Nagy-Britannia (GBR)                                                      | 4                                                                         | 12                                                                        | 2                                                                         | 18       |
|                                                                           |                                                                           |                                                                           |                                                                           |                                                                           |          |
| Összesen                                                                  | Összesen                                                                  | 163                                                                       | 167                                                                       | 174                                                                       | 504      |

## Magyar részvétel
Az olimpián 182 sportoló képviselte Magyarországot. A megnyitóünnepségen a magyar zászlót Kulcsár Gergely atléta vitte. A részt vevő magyar sportolók névsorát lásd az Az 1964. évi nyári olimpia magyarországi résztvevőinek listája szócikkben.
A magyar csapat összesen 22 érmet – 10 arany-, 7 ezüst- és 5 bronzérmet – szereztek. A legeredményesebb magyarországi versenyző, Rejtő Ildikó két aranyérmet nyert. Rajta kívül két érmet nyert még Hammerl László sportlövő és Török Ferenc öttusázó. A magyar sportolók tizennégy sportágban, illetve szakágban összesen száznyolcvankettő olimpiai pontot szereztek. Ez 27 ponttal több, mint az előző, római olimpián elért eredmény.
A magyar csapat szerepléséről részletesen lásd a Magyarország az 1964. évi nyári olimpiai játékokon szócikket.

## Közvetítések
A Magyar Rádió riporterei a helyszínen Szepesi György és Szűcs Ferenc voltak.
A Magyar Televízió munkatársai ezúttal nem utaztak ki az olimpia helyszínére, hanem – az Intervízió többi tagtelevíziójához hasonlóan – egy berlini stúdióban kommentálták a játékokat. Az élő közvetítések rögzítéséhez ekkor sem volt még megfelelő technikai hátterük.